# Orihuela del Tremedal
Orihuela del Tremedal (aragónul Oriuela) település Spanyolországban, Teruel tartományban. Orihuela del Tremedal Albarracín, Orea, Alustante, Ródenas és Bronchales községekkel határos. Lakosainak száma 458 fő (2024).

## Népesség
A település népessége az utóbbi években az alábbiak szerint változott:
| Lakosok száma | 615  | 605  | 582  | 562  | 572  | 539  | 493  | 463  | 454  | 458  |
|               | 2001 | 2004 | 2007 | 2009 | 2012 | 2014 | 2017 | 2019 | 2022 | 2024 |